# Prolepsis caeroniformis
Prolepsis caeroniformis är en tvåvingeart som först beskrevs av Ignaz Rudolph Schiner 1867.  Prolepsis caeroniformis ingår i släktet Prolepsis och familjen rovflugor. Inga underarter finns listade i Catalogue of Life.